# Lista de medalhistas do circuito Grand Prix de Ginástica Rítmica (1994-2003)

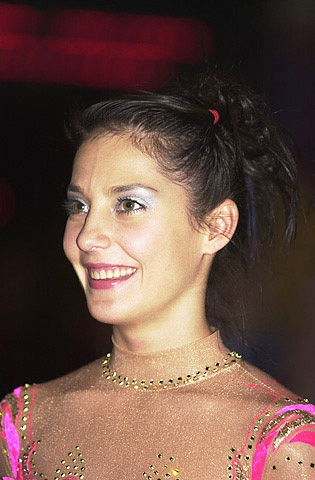
Olena Vitrychenko no Grand Prix de Deventer de 2000

Esta é uma lista de medalhistas em provas individuais seniores em todas as etapas do circuito Grand Prix de Ginástica Rítmica de 1994 a 2003. O circuito foi criado em 1994 e a conquista de medalhas nas diferentes etapas do circuito é considerada uma conquista de prestígio no esporte da ginástica rítmica. A lista inclui medalhistas seniores nas etapas regulares do circuito, bem como na Final do Grand Prix. Os eventos de grupo, sejam em competições oficiais do Grand Prix ou em torneios internacionais realizados paralelamente às etapas do Grand Prix, não são abordados neste artigo.

## 1994

### Eventos
| Data             | Evento                | Local            | Ref.        |
| ---------------- | --------------------- | ---------------- | ----------- |
| 15 a 17 de abril | DTB-Pokal             | Karlsruhe        | [ 8 ] [ 9 ] |
| April 22–24      | Gymnastics Masters    | Ludwigsburg      | [ 10 ]      |
| May 13–15        | Corbeil International | Corbeil-Essonnes | [ 8 ] [ 9 ] |
| September 10–11  | Grand Prix Final      | Vienna           | [ 8 ] [ 9 ] |

### Medalhistas

#### Individual geral
| Competições      | Ouro                  | Prata              | Bronze                |
| ---------------- | --------------------- | ------------------ | --------------------- |
| Karlsruhe        | Kateryna Serebrianska | Olena Vitrychenko  | Maria Petrova         |
| Ludwigsburg      | Maria Petrova         | Larissa Lukyanenko | Kateryna Serebrianska |
| Corbeil-Essonnes | Kateryna Serebrianska | Amina Zaripova     | Maria Petrova         |
| Vienna           | Kateryna Serebrianska | Olena Vitrychenko  | Amina Zaripova        |

#### Arco
| Competições | Ouro              | Prata                 | Bronze         |
| ----------- | ----------------- | --------------------- | -------------- |
| Ludwigsburg | Olena Vitrychenko | Kateryna Serebrianska | Amina Zaripova |

#### Bola
| Competições | Ouro               | Prata         | Bronze            |
| ----------- | ------------------ | ------------- | ----------------- |
| Ludwigsburg | Larissa Lukyanenko | Maria Petrova | Olena Vitrychenko |

#### Maças
| Competições | Ouro           | Prata             | Bronze                |
| ----------- | -------------- | ----------------- | --------------------- |
| Ludwigsburg | Amina Zaripova | Olena Vitrychenko | Kateryna Serebrianska |

#### Fita
| Competições | Ouro                  | Prata                              | Bronze          |
| ----------- | --------------------- | ---------------------------------- | --------------- |
| Ludwigsburg | Kateryna Serebrianska | Larissa Lukyanenko Tatiana Ogrizko | Nenhum premiado |

## 1995

### Eventos
| Data              | Evento                             | Local       | Ref.   |
| ----------------- | ---------------------------------- | ----------- | ------ |
| 29 a 30 de abril  | DTB-Pokal                          | Karlsruhe   | [ 11 ] |
| 20 a 21 de maio   | Grand Prix Tournament              | Eupen       | [ 11 ] |
| 26 a 28 de maio   | Gymnastics Masters                 | Ludwigsburg | [ 12 ] |
| 25 a 27 de agosto | Grand Prix Final: Alfred Vogel Cup | Deventer    | [ 13 ] |

### Medalhistas

#### Individual geral
| Competições | Ouro                              | Prata              | Bronze                            |
| ----------- | --------------------------------- | ------------------ | --------------------------------- |
| Karlsruhe   | Olga Gontar Kateryna Serebrianska | Nenhum premiado    | Olena Vitrychenko                 |
| Eupen       | Kateryna Serebrianska             | Larissa Lukyanenko | Yana Batyrshina Olena Vitrychenko |
| Ludwigsburg | Kateryna Serebrianska             | Olga Gontar        | Larissa Lukyanenko                |
| Deventer    | Kateryna Serebrianska             | Olena Vitrychenko  | Olga Gontar Yana Batyrshina       |

#### Corda
| Competições | Ouro                                          | Prata                         | Bronze          |
| ----------- | --------------------------------------------- | ----------------------------- | --------------- |
| Ludwigsburg | Kateryna Serebrianska                         | Olga Gontar Olena Vitrychenko | Nenhum premiado |
| Deventer    | Olga Gontar Yana Batyrshina Olena Vitrychenko | Nenhum premiado               | Nenhum premiado |

#### Bola
| Competições | Ouro              | Prata                             | Bronze             |
| ----------- | ----------------- | --------------------------------- | ------------------ |
| Ludwigsburg | Amina Zaripova    | Olga Gontar Kateryna Serebrianska | Nenhum premiado    |
| Deventer    | Olena Vitrychenko | Yana Batyrshina                   | Larissa Lukyanenko |

#### Maças
| Competições | Ouro                  | Prata                              | Bronze          |
| ----------- | --------------------- | ---------------------------------- | --------------- |
| Ludwigsburg | Kateryna Serebrianska | Olga Gontar Olena Vitrychenko      | Nenhum premiado |
| Deventer    | Olena Vitrychenko     | Larissa Lukyanenko Yana Batyrshina | Nenhum premiado |

#### Fita
| Competições | Ouro                  | Prata           | Bronze         |
| ----------- | --------------------- | --------------- | -------------- |
| Ludwigsburg | Kateryna Serebrianska | Olga Gontar     | Amina Zaripova |
| Deventer    | Olena Vitrychenko     | Yana Batyrshina | Olga Gontar    |

## 1996

### Eventos
| Data                | Evento                   | Local       | Ref.          |
| ------------------- | ------------------------ | ----------- | ------------- |
| 13 a 14 de abril    | International Tournament | Ljubljana   | [ 14 ] [ 15 ] |
| 26 a 28 de abril    | DTB-Pokal                | Karlsruhe   | [ 14 ] [ 15 ] |
| 13 a 15 de setembro | Alfred Vogel Cup         | Deventer    | [ 14 ] [ 15 ] |
| 27 a 28 de setembro | Gymnastics Masters       | Ludwigsburg | [ 16 ]        |
| 19 a 20 de outubro  | Grand Prix Final         | Vienna      | [ 14 ] [ 15 ] |

### Medalhistas

#### Individual geral
| Competições | Ouro                                  | Prata                           | Bronze            |
| ----------- | ------------------------------------- | ------------------------------- | ----------------- |
| Ljubljana   | Kateryna Serebrianska                 | Tatiana Ogrizko Yana Batyrshina | Nenhum premiado   |
| Karlsruhe   | Tatiana Ogrizko                       | Larissa Lukyanenko              | Amina Zaripova    |
| Deventer    | Tatiana Ogrizko Olena Vitrychenko     | Nenhum premiado                 | Yana Batyrshina   |
| Ludwigsburg | Kateryna Serebrianska                 | Tatiana Ogrizko                 | Olena Vitrychenko |
| Vienna      | Yana Batyrshina Kateryna Serebrianska | Nenhum premiado                 | Tatiana Ogrizko   |

#### Corda
| Competições | Ouro                  | Prata              | Bronze          |
| ----------- | --------------------- | ------------------ | --------------- |
| Ludwigsburg | Kateryna Serebrianska | Larissa Lukyanenko | Tatiana Ogrizko |

#### Bola
| Competições | Ouro                  | Prata           | Bronze            |
| ----------- | --------------------- | --------------- | ----------------- |
| Ludwigsburg | Kateryna Serebrianska | Tatiana Ogrizko | Olena Vitrychenko |

#### Maças
| Competições | Ouro                                    | Prata           | Bronze          |
| ----------- | --------------------------------------- | --------------- | --------------- |
| Ludwigsburg | Kateryna Serebrianska Olena Vitrychenko | Nenhum premiado | Tatiana Ogrizko |

#### Fita
| Competições | Ouro                  | Prata                             | Bronze          |
| ----------- | --------------------- | --------------------------------- | --------------- |
| Ludwigsburg | Kateryna Serebrianska | Tatiana Ogrizko Olena Vitrychenko | Nenhum premiado |

## 1997

### Eventos
| Data               | Evento                             | Local       | Ref.                 |
| ------------------ | ---------------------------------- | ----------- | -------------------- |
| 7 a 9 de março     | Kalamata Cup                       | Kalamata    | [ 17 ] [ 18 ]        |
| 15 a 16 de março   | Deriugina Cup                      | Kiev        | [ 19 ]               |
| 12 a 13 de abril   | International Tournament           | Ljubljana   | [ 20 ]               |
| 18 a 19 de abril   | Gymnastics Masters                 | Ludwigsburg | [ 21 ] [ 22 ]        |
| 15 a 16 de maio    | DTB-Pokal                          | Karlsruhe   | [ 23 ] [ 24 ] [ 25 ] |
| 11 a 12 de outubro | Grand Prix Final: Alfred Vogel Cup | Deventer    | [ 26 ]               |

### Medalhistas

#### Individual geral
| Competições | Ouro                | Prata             | Bronze              |
| ----------- | ------------------- | ----------------- | ------------------- |
| Kalamata    | Yana Batyrshina     | Olena Vitrychenko | Natalia Lipkovskaya |
| Kiev        | Olena Vitrychenko   | Tatiana Ogrizko   | Evgenia Pavlina     |
| Ljubljana   | Tatiana Ogrizko     | Tatiana Popova    | Boriana Guineva     |
| Ludwigsburg | Evgenia Pavlina     | Tatiana Popova    | Boriana Guineva     |
| Karlsruhe   | Amina Zaripova      | Valeria Vatkina   | Lena Asmus          |
| Deventer    | Natalia Lipkovskaya | Valeria Vatkina   | Edita Schaufler     |

#### Corda
| Competições | Ouro                                                  | Prata               | Bronze            |
| ----------- | ----------------------------------------------------- | ------------------- | ----------------- |
| Kalamata    | Yana Batyrshina Natalia Lipkovskaya Olena Vitrychenko | Nenhum premiado     | Nenhum premiado   |
| Kiev        | Olena Vitrychenko                                     | Tatiana Ogrizko     | Evgenia Pavlina   |
| Ljubljana   | Tatiana Ogrizko Yana Batyrshina                       | Nenhum premiado     | Olena Vitrychenko |
| Ludwigsburg | Yana Batyrshina                                       | Natalia Lipkovskaya | Olena Vitrychenko |
| Karlsruhe   | Olena Vitrychenko                                     | Tatiana Ogrizko     | Edita Schaufler   |
| Deventer    | Natalia Lipkovskaya                                   | Olena Vitrychenko   | Tatiana Ogrizko   |

#### Arco
| Competições | Ouro                                | Prata                           | Bronze              |
| ----------- | ----------------------------------- | ------------------------------- | ------------------- |
| Kalamata    | Olena Vitrychenko                   | Yana Batyrshina                 | Natalia Lipkovskaya |
| Kiev        | Olena Vitrychenko                   | Tatiana Ogrizko                 | Stela Salapatiyska  |
| Ljubljana   | Olena Vitrychenko                   | Tatiana Ogrizko Yana Batyrshina | Nenhum premiado     |
| Ludwigsburg | Yana Batyrshina Olena Vitrychenko   | Nenhum premiado                 | Natalia Lipkovskaya |
| Karlsruhe   | Olena Vitrychenko                   | Amina Zaripova                  | Tatiana Popova      |
| Deventer    | Yana Batyrshina Natalia Lipkovskaya | Nenhum premiado                 | Tatiana Ogrizko     |

#### Maças
| Competições | Ouro              | Prata                             | Bronze              |
| ----------- | ----------------- | --------------------------------- | ------------------- |
| Kalamata    | Olena Vitrychenko | Natalia Lipkovskaya               | Yana Batyrshina     |
| Kiev        | Tatiana Ogrizko   | Yana Batyrshina Olena Vitrychenko | Nenhum premiado     |
| Ljubljana   | Tatiana Ogrizko   | Olena Vitrychenko                 | Natalia Lipkovskaya |
| Ludwigsburg | Yana Batyrshina   | Tatiana Ogrizko                   | Natalia Lipkovskaya |
| Karlsruhe   | Amina Zaripova    | Tatiana Ogrizko                   | Olena Vitrychenko   |
| Deventer    | Olena Vitrychenko | Natalia Lipkovskaya               | Tatiana Popova      |

#### Fita
| Competições | Ouro              | Prata               | Bronze            |
| ----------- | ----------------- | ------------------- | ----------------- |
| Kalamata    | Olena Vitrychenko | Yana Batyrshina     | Maria Pagalou     |
| Kiev        | Olena Vitrychenko | Tatiana Ogrizko     | Yana Batyrshina   |
| Ljubljana   | Yana Batyrshina   | Olena Vitrychenko   | Tatiana Ogrizko   |
| Ludwigsburg | Yana Batyrshina   | Natalia Lipkovskaya | Olena Vitrychenko |
| Karlsruhe   | Olena Vitrychenko | Tatiana Popova      | Amina Zaripova    |
| Deventer    | Yana Batyrshina   | Natalia Lipkovskaya | Olena Vitrychenko |

## 1998

### Eventos
| Data                | Evento           | Local      | Ref.                               |
| ------------------- | ---------------- | ---------- | ---------------------------------- |
| 14 a 15 de março    | Deriugina Cup    | Kiev       | [ 27 ] [ 28 ] [ 29 ] [ 30 ] [ 31 ] |
| 3 a 5 de abril      | Donau Cup        | Bratislava | [ 27 ] [ 32 ]                      |
| 17 a 18 de abril    | DTB-Pokal        | Bochum     | [ 27 ] [ 33 ] [ 34 ]               |
| 5 a 6 de setembro   | Alfred Vogel Cup | Deventer   | [ 35 ] [ 36 ]                      |
| 18 a 21 de setembro | Grand Prix       | Moscou     | [ 37 ] [ 38 ]                      |
| 10 a 11 de outubro  | Grand Prix Final | Linz       | [ 39 ] [ 40 ]                      |

### Medalhistas

#### Individual geral
| Competições | Ouro              | Prata             | Bronze          |
| ----------- | ----------------- | ----------------- | --------------- |
| Kiev        | Olena Vitrychenko | Yana Batyrshina   | Evgenia Pavlina |
| Bratislava  | Olena Vitrychenko | Amina Zaripova    | Yana Batyrshina |
| Bochum      | Yana Batyrshina   | Olena Vitrychenko | Yulia Raskina   |
| Deventer    | Alina Kabaeva     | Olena Vitrychenko | Valeria Vatkina |
| Moscou      | Alina Kabaeva     | Assel Mustafina   | Yulia Raskina   |
| Linz        | Alina Kabaeva     | Olena Vitrychenko | Yulia Raskina   |

#### Corda
| Competições | Ouro            | Prata             | Bronze                        |
| ----------- | --------------- | ----------------- | ----------------------------- |
| Kiev        | Yana Batyrshina | Olena Vitrychenko | Evgenia Pavlina               |
| Bratislava  | Amina Zaripova  | Yana Batyrshina   | Yulia Raskina                 |
| Bochum      | Yana Batyrshina | Olena Vitrychenko | Evgenia Pavlina               |
| Deventer    | Alina Kabaeva   | Valeria Vatkina   | Yulia Raskina                 |
| Moscou      | Alina Kabaeva   | Valeria Vatkina   | Yulia Raskina Yulia Barsukova |
| Linz        | Alina Kabaeva   | Assel Mustafina   | Olena Vitrychenko             |

#### Arco
| Competições | Ouro                              | Prata             | Bronze            |
| ----------- | --------------------------------- | ----------------- | ----------------- |
| Kiev        | Olena Vitrychenko                 | Yana Batyrshina   | Evgenia Pavlina   |
| Bratislava  | Yana Batyrshina Olena Vitrychenko | Nenhum premiado   | Amina Zaripova    |
| Bochum      | Yana Batyrshina                   | Olena Vitrychenko | Amina Zaripova    |
| Deventer    | Alina Kabaeva                     | Valeria Vatkina   | Olena Vitrychenko |
| Moscou      | Alina Kabaeva Assel Mustafina     | Nenhum premiado   | Yulia Raskina     |
| Linz        | Alina Kabaeva                     | Olena Vitrychenko | Yulia Raskina     |

#### Maças
| Competições | Ouro              | Prata                           | Bronze            |
| ----------- | ----------------- | ------------------------------- | ----------------- |
| Kiev        | Yana Batyrshina   | Olena Vitrychenko               | Amina Zaripova    |
| Bratislava  | Olena Vitrychenko | Yulia Raskina                   | Amina Zaripova    |
| Bochum      | Olena Vitrychenko | Evgenia Pavlina Yana Batyrshina | Nenhum premiado   |
| Deventer    | Olena Vitrychenko | Alina Kabaeva                   | Valeria Vatkina   |
| Moscou      | Alina Kabaeva     | Yulia Raskina                   | Olena Vitrychenko |
| Linz        | Alina Kabaeva     | Yulia Raskina                   | Assel Mustafina   |

#### Fita
| Competições | Ouro                          | Prata             | Bronze            |
| ----------- | ----------------------------- | ----------------- | ----------------- |
| Kiev        | Yana Batyrshina               | Olena Vitrychenko | Amina Zaripova    |
| Bratislava  | Yana Batyrshina               | Yulia Raskina     | Olena Vitrychenko |
| Bochum      | Yana Batyrshina               | Evgenia Pavlina   | Amina Zaripova    |
| Deventer    | Alina Kabaeva                 | Olena Vitrychenko | Valeria Vatkina   |
| Moscou      | Alina Kabaeva Assel Mustafina | Nenhum premiado   | Olena Vitrychenko |
| Linz        | Olena Vitrychenko             | Yulia Raskina     | Assel Mustafina   |

## 1999

### Eventos
| Data                | Evento             | Local       | Ref.          |
| ------------------- | ------------------ | ----------- | ------------- |
| 12 a 14 de março    | Deriugina Cup      | Kiev        | [ 41 ] [ 42 ] |
| 25 a 28 de março    | Donau Cup          | Bratislava  | [ 43 ]        |
| 9 a 11 de abril     | Grand Prix         | Thiais      | [ 44 ]        |
| 16 a 17 de abril    | Gymnastics Masters | Ludwigsburg | [ 45 ] [ 46 ] |
| 10 a 12 de setembro | Alfred Vogel Cup   | Deventer    | [ 47 ]        |
| 23 a 24 de outubro  | Grand Prix         | Moscou      | [ 48 ]        |
| 19 a 21 de novembro | Grand Prix Final   | Korneuburg  | [ 49 ]        |

### Medalhistas

#### Individual geral
| Competições | Ouro              | Prata                           | Bronze            |
| ----------- | ----------------- | ------------------------------- | ----------------- |
| Kiev        | Olena Vitrychenko | Alina Kabaeva                   | Yulia Raskina     |
| Bratislava  | Alina Kabaeva     | Olena Vitrychenko               | Yulia Barsukova   |
| Thiais      | Yulia Raskina     | Yulia Barsukova                 | Alina Kabaeva     |
| Ludwigsburg | Alina Kabaeva     | Yulia Raskina Olena Vitrychenko | Nenhum premiado   |
| Deventer    | Alina Kabaeva     | Yulia Raskina                   | Olena Vitrychenko |
| Moscou      | Alina Kabaeva     | Yulia Raskina                   | Olena Vitrychenko |
| Korneuburg  | Yulia Raskina     | Alina Kabaeva                   | Yulia Barsukova   |

#### Corda
| Competições | Ouro              | Prata           | Bronze            |
| ----------- | ----------------- | --------------- | ----------------- |
| Kiev        | Olena Vitrychenko | Alina Kabaeva   | Assel Mustafina   |
| Bratislava  | Alina Kabaeva     | Yulia Raskina   | Olena Vitrychenko |
| Thiais      | Yulia Raskina     | Alina Kabaeva   | Olena Vitrychenko |
| Ludwigsburg | Olena Vitrychenko | Alina Kabaeva   | Yulia Raskina     |
| Deventer    | Alina Kabaeva     | Yulia Barsukova | Yulia Raskina     |
| Moscou      | Alina Kabaeva     | Yulia Raskina   | Olena Vitrychenko |
| Korneuburg  | Olena Vitrychenko | Yulia Barsukova | Tamara Yerofeeva  |

#### Arco
| Competições | Ouro              | Prata             | Bronze            |
| ----------- | ----------------- | ----------------- | ----------------- |
| Kiev        | Olena Vitrychenko | Alina Kabaeva     | Yulia Raskina     |
| Bratislava  | Olena Vitrychenko | Yulia Raskina     | Alina Kabaeva     |
| Thiais      | Olena Vitrychenko | Evgenia Pavlina   | Tamara Yerofeeva  |
| Ludwigsburg | Olena Vitrychenko | Yulia Raskina     | Alina Kabaeva     |
| Deventer    | Alina Kabaeva     | Olena Vitrychenko | Yulia Raskina     |
| Moscou      | Alina Kabaeva     | Yulia Raskina     | Olena Vitrychenko |
| Korneuburg  | Alina Kabaeva     | Yulia Raskina     | Olena Vitrychenko |

#### Bola
| Competições | Ouro                            | Prata             | Bronze            |
| ----------- | ------------------------------- | ----------------- | ----------------- |
| Kiev        | Olena Vitrychenko               | Assel Mustafina   | Yulia Raskina     |
| Bratislava  | Alina Kabaeva                   | Yulia Barsukova   | Olena Vitrychenko |
| Thiais      | Yulia Raskina                   | Alina Kabaeva     | Yulia Barsukova   |
| Ludwigsburg | Alina Kabaeva                   | Olena Vitrychenko | Yulia Raskina     |
| Deventer    | Yulia Raskina Olena Vitrychenko | Nenhum premiado   | Tamara Yerofeeva  |
| Moscou      | Alina Kabaeva                   | Yulia Barsukova   | Yulia Raskina     |
| Korneuburg  | Alina Kabaeva                   | Yulia Raskina     | Yulia Barsukova   |

#### Fita
| Competições | Ouro              | Prata             | Bronze                            |
| ----------- | ----------------- | ----------------- | --------------------------------- |
| Kiev        | Alina Kabaeva     | Yulia Raskina     | Valeria Vatkina                   |
| Bratislava  | Alina Kabaeva     | Olena Vitrychenko | Valeria Vatkina                   |
| Thiais      | Alina Kabaeva     | Tamara Yerofeeva  | Yulia Barsukova                   |
| Ludwigsburg | Olena Vitrychenko | Yulia Raskina     | Tamara Yerofeeva                  |
| Deventer    | Alina Kabaeva     | Olena Vitrychenko | Evgenia Pavlina                   |
| Moscou      | Alina Kabaeva     | Yulia Raskina     | Irina Tchachina Olena Vitrychenko |
| Korneuburg  | Alina Kabaeva     | Yulia Barsukova   | Yulia Raskina                     |

## 2000

### Eventos
| Data                | Evento                             | Local     | Ref.          |
| ------------------- | ---------------------------------- | --------- | ------------- |
| 10 a 12 de março    | Deriugina Cup                      | Kiev      | [ 50 ]        |
| 25 a 26 de março    | Grand Prix                         | Thiais    | [ 51 ] [ 52 ] |
| 7 a 8 de abril      | Grand Prix                         | Karlsruhe | [ 53 ] [ 54 ] |
| 19 a 23 de setembro | Grand Prix                         | Moscou    | [ 55 ]        |
| 9 a 12 de novembro  | Grand Prix Final: Alfred Vogel Cup | Deventer  | [ 56 ]        |

### Medalhistas

#### Individual geral
| Competições | Ouro            | Prata           | Bronze           |
| ----------- | --------------- | --------------- | ---------------- |
| Kiev        | Alina Kabaeva   | Yulia Raskina   | Tamara Yerofeeva |
| Thiais      | Alina Kabaeva   | Eva Serrano     | Yulia Raskina    |
| Karlsruhe   | Alina Kabaeva   | Yulia Raskina   | Yulia Barsukova  |
| Moscou      | Alina Kabaeva   | Yulia Raskina   | Yulia Barsukova  |
| Deventer    | Yulia Barsukova | Irina Tchachina | Tamara Yerofeeva |

#### Corda
| Competições | Ouro            | Prata            | Bronze                        |
| ----------- | --------------- | ---------------- | ----------------------------- |
| Kiev        | Alina Kabaeva   | Yulia Raskina    | Irina Tchachina               |
| Thiais      | Alina Kabaeva   | Yulia Raskina    | Eva Serrano                   |
| Karlsruhe   | Alina Kabaeva   | Yulia Barsukova  | Yulia Raskina                 |
| Moscou      | Alina Kabaeva   | Yulia Barsukova  | Yulia Raskina                 |
| Deventer    | Yulia Barsukova | Tamara Yerofeeva | Yulia Raskina Irina Tchachina |

#### Arco
| Competições | Ouro            | Prata            | Bronze           |
| ----------- | --------------- | ---------------- | ---------------- |
| Kiev        | Alina Kabaeva   | Yulia Raskina    | Tamara Yerofeeva |
| Thiais      | Yulia Barsukova | Yulia Raskina    | Alina Kabaeva    |
| Karlsruhe   | Alina Kabaeva   | Yulia Barsukova  | Yulia Raskina    |
| Moscou      | Alina Kabaeva   | Yulia Raskina    | Tamara Yerofeeva |
| Deventer    | Yulia Raskina   | Tamara Yerofeeva | Anna Bessonova   |

#### Bola
| Competições | Ouro            | Prata           | Bronze            |
| ----------- | --------------- | --------------- | ----------------- |
| Kiev        | Alina Kabaeva   | Yulia Barsukova | Yulia Raskina     |
| Thiais      | Alina Kabaeva   | Yulia Raskina   | Yulia Barsukova   |
| Karlsruhe   | Alina Kabaeva   | Yulia Barsukova | Olena Vitrychenko |
| Moscou      | Alina Kabaeva   | Yulia Barsukova | Yulia Raskina     |
| Deventer    | Yulia Barsukova | Yulia Raskina   | Irina Tchachina   |

#### Fita
| Competições | Ouro            | Prata            | Bronze                      |
| ----------- | --------------- | ---------------- | --------------------------- |
| Kiev        | Alina Kabaeva   | Tamara Yerofeeva | Yulia Raskina               |
| Thiais      | Eva Serrano     | Anna Bessonova   | Irina Tchachina             |
| Karlsruhe   | Yulia Barsukova | Alina Kabaeva    | Yulia Raskina               |
| Moscou      | Yulia Barsukova | Yulia Raskina    | Alina Kabaeva               |
| Deventer    | Yulia Barsukova | Tamara Yerofeeva | Yulia Raskina Alina Kabaeva |

## 2001

### Eventos
| Data                     | Evento                             | Local       | Ref.          |
| ------------------------ | ---------------------------------- | ----------- | ------------- |
| 9 a 11 de março          | Deriugina Cup                      | Kiev        | [ 57 ]        |
| 23 a 25 de março         | Gymnastics Masters                 | Ludwigsburg | [ 58 ]        |
| 31 de março a 1 de abril | Internationaux de France           | Thiais      | [ 59 ] [ 60 ] |
| 27 a 29 de julho         | Grand Prix Tournament              | Moscou      | [ 61 ]        |
| 8 a 9 de setembro        | Mobiltel International Tournament  | Sófia       | [ 62 ]        |
| 28 a 29 de setembro      | Grand Prix Final: Alfred Vogel Cup | Deventer    | [ 63 ]        |

### Medalhistas

#### Individual geral
| Competições | Ouro            | Prata            | Bronze           |
| ----------- | --------------- | ---------------- | ---------------- |
| Kiev        | Alina Kabaeva   | Irina Tchachina  | Anna Bessonova   |
| Ludwigsburg | Alina Kabaeva   | Anna Bessonova   | Tamara Yerofeeva |
| Thiais      | Irina Tchachina | Alina Kabaeva    | Anna Bessonova   |
| Moscou      | Alina Kabaeva   | Irina Tchachina  | Tamara Yerofeeva |
| Sófia       | Irina Tchachina | Tamara Yerofeeva | Simona Peycheva  |
| Deventer    | Alina Kabaeva   | Laysan Utiasheva | Elena Tkachenko  |

#### Corda
| Competições | Ouro             | Prata            | Bronze           |
| ----------- | ---------------- | ---------------- | ---------------- |
| Kiev        | Tamara Yerofeeva | Anna Bessonova   | Irina Tchachina  |
| Ludwigsburg | Alina Kabaeva    | Anna Bessonova   | Tamara Yerofeeva |
| Thiais      | Irina Tchachina  | Alina Kabaeva    | Simona Peycheva  |
| Moscou      | Alina Kabaeva    | Tamara Yerofeeva | Anna Bessonova   |
| Sófia       | Irina Tchachina  | Tamara Yerofeeva | Simona Peycheva  |
| Deventer    | Laysan Utiasheva | Alina Kabaeva    | Simona Peycheva  |

#### Arco
| Competições | Ouro            | Prata            | Bronze           |
| ----------- | --------------- | ---------------- | ---------------- |
| Kiev        | Anna Bessonova  | Irina Tchachina  | Alina Kabaeva    |
| Ludwigsburg | Alina Kabaeva   | Tamara Yerofeeva | Elena Tkachenko  |
| Thiais      | Alina Kabaeva   | Anna Bessonova   | Irina Tchachina  |
| Moscou      | Alina Kabaeva   | Irina Tchachina  | Tamara Yerofeeva |
| Sófia       | Irina Tchachina | Tamara Yerofeeva | Anna Bessonova   |
| Deventer    | Alina Kabaeva   | Laysan Utiasheva | Tamara Yerofeeva |

#### Bola
| Competições | Ouro            | Prata            | Bronze          |
| ----------- | --------------- | ---------------- | --------------- |
| Kiev        | Alina Kabaeva   | Irina Tchachina  | Anna Bessonova  |
| Ludwigsburg | Alina Kabaeva   | Tamara Yerofeeva | Anna Bessonova  |
| Thiais      | Alina Kabaeva   | Irina Tchachina  | Anna Bessonova  |
| Moscou      | Alina Kabaeva   | Irina Tchachina  | Anna Bessonova  |
| Sófia       | Irina Tchachina | Tamara Yerofeeva | Simona Peycheva |
| Deventer    | Alina Kabaeva   | Laysan Utiasheva | Elena Tkachenko |

#### Maças
| Competições | Ouro             | Prata            | Bronze           |
| ----------- | ---------------- | ---------------- | ---------------- |
| Kiev        | Alina Kabaeva    | Irina Tchachina  | Anna Bessonova   |
| Ludwigsburg | Alina Kabaeva    | Tamara Yerofeeva | Anna Bessonova   |
| Thiais      | Alina Kabaeva    | Irina Tchachina  | Anna Bessonova   |
| Moscou      | Alina Kabaeva    | Irina Tchachina  | Tamara Yerofeeva |
| Sófia       | Irina Tchachina  | Tamara Yerofeeva | Laysan Utiasheva |
| Deventer    | Laysan Utiasheva | Elena Tkachenko  | Tamara Yerofeeva |

## 2002

### Eventos
| Data                | Evento                                 | Local     | Ref.          |
| ------------------- | -------------------------------------- | --------- | ------------- |
| 1 a 2 de março      | Gazprom Grand Prix                     | Moscou    | [ 64 ] [ 65 ] |
| 15 a 16 de março    | Kyiv Grand Prix                        | Kiev      | [ 64 ] [ 65 ] |
| 22 a 24 de março    | Thiais Grand Prix                      | Thiais    | [ 64 ] [ 65 ] |
| 7 a 8 de setembro   | Grand Prix Berlin Masters              | Berlin    | [ 66 ]        |
| 4 a 6 de outubro    | Deventer Grand Prix                    | Deventer  | [ 64 ] [ 65 ] |
| 18 a 20 de outubro  | Mtel Grand Prix                        | Sófia     | [ 64 ] [ 65 ] |
| 25 a 27 de outubro  | Holon Grand Prix                       | Holon     | [ 64 ] [ 65 ] |
| 22 a 24 de novembro | Grand Prix Final: Grand Prix Innsbruck | Innsbruck | [ 64 ] [ 65 ] |

### Medalhistas

#### Individual geral
| Competições | Ouro             | Prata            | Bronze           |
| ----------- | ---------------- | ---------------- | ---------------- |
| Moscou      | Zarina Gizikova  | Simona Peycheva  | Laysan Utiasheva |
| Kiev        | Tamara Yerofeeva | Anna Bessonova   | Simona Peycheva  |
| Thiais      | Zarina Gizikova  | Vera Sessina     | Simona Peycheva  |
| Berlin      | Irina Tchachina  | Simona Peycheva  | Alina Kabaeva    |
| Deventer    | Irina Tchachina  | Alina Kabaeva    | Anna Bessonova   |
| Sófia       | Alina Kabaeva    | Simona Peycheva  | Zarina Gizikova  |
| Holon       | Alina Kabaeva    | Tamara Yerofeeva | Simona Peycheva  |
| Innsbruck   | Tamara Yerofeeva | Anna Bessonova   | Laysan Utiasheva |

#### Corda
| Competições | Ouro            | Prata            | Bronze           |
| ----------- | --------------- | ---------------- | ---------------- |
| Moscou      | Zarina Gizikova | Simona Peycheva  | Olesya Manuylova |
| Kiev        | Anna Bessonova  | Tamara Yerofeeva | Zarina Gizikova  |
| Thiais      | Simona Peycheva | Vera Sessina     | Zarina Gizikova  |
| Berlin      | Alina Kabaeva   | Irina Tchachina  | Simona Peycheva  |
| Deventer    | Irina Tchachina | Alina Kabaeva    | Inna Zhukova     |
| Sófia       | Alina Kabaeva   | Simona Peycheva  | Anna Bessonova   |
| Holon       | Alina Kabaeva   | Simona Peycheva  | Tamara Yerofeeva |
| Innsbruck   | Simona Peycheva | Inna Zhukova     | Zarina Gizikova  |

#### Arco
| Competições | Ouro             | Prata            | Bronze           |
| ----------- | ---------------- | ---------------- | ---------------- |
| Moscou      | Zarina Gizikova  | Tamara Yerofeeva | Simona Peycheva  |
| Kiev        | Tamara Yerofeeva | Anna Bessonova   | Vera Sessina     |
| Thiais      | Zarina Gizikova  | Simona Peycheva  | Olesya Manuylova |
| Berlin      | Irina Tchachina  | Anna Bessonova   | Tamara Yerofeeva |
| Deventer    | Zarina Gizikova  | Irina Tchachina  | Tamara Yerofeeva |
| Sófia       | Anna Bessonova   | Tamara Yerofeeva | Alina Kabaeva    |
| Holon       | Tamara Yerofeeva | Zarina Gizikova  | Alina Kabaeva    |
| Innsbruck   | Zarina Gizikova  | Tamara Yerofeeva | Anna Bessonova   |

#### Bola
| Competições | Ouro            | Prata            | Bronze               |
| ----------- | --------------- | ---------------- | -------------------- |
| Moscou      | Zarina Gizikova | Tamara Yerofeeva | Aliya Yussupova      |
| Kiev        | Anna Bessonova  | Tamara Yerofeeva | Vera Sessina         |
| Thiais      | Zarina Gizikova | Vera Sessina     | Almudena Cid Tostado |
| Berlin      | Anna Bessonova  | Irina Tchachina  | Tamara Yerofeeva     |
| Deventer    | Alina Kabaeva   | Anna Bessonova   | Zarina Gizikova      |
| Sófia       | Alina Kabaeva   | Zarina Gizikova  | Simona Peycheva      |
| Holon       | Alina Kabaeva   | Simona Peycheva  | Tamara Yerofeeva     |
| Innsbruck   | Zarina Gizikova | Anna Bessonova   | Tamara Yerofeeva     |

#### Maças
| Competições | Ouro             | Prata            | Bronze          |
| ----------- | ---------------- | ---------------- | --------------- |
| Moscou      | Tamara Yerofeeva | Zarina Gizikova  | Simona Peycheva |
| Kiev        | Tamara Yerofeeva | Anna Bessonova   | Simona Peycheva |
| Thiais      | Vera Sessina     | Olesya Manuylova | Elena Tkachenko |
| Berlin      | Irina Tchachina  | Alina Kabaeva    | Anna Bessonova  |
| Deventer    | Zarina Gizikova  | Alina Kabaeva    | Anna Bessonova  |
| Sófia       | Alina Kabaeva    | Anna Bessonova   | Zarina Gizikova |
| Holon       | Alina Kabaeva    | Tamara Yerofeeva | Zarina Gizikova |
| Innsbruck   | Tamara Yerofeeva | Simona Peycheva  | Anna Bessonova  |

## 2003

### Eventos
| Data                | Evento                                 | Local     | Ref.                               |
| ------------------- | -------------------------------------- | --------- | ---------------------------------- |
| 8 a 9 de março      | Gazprom Grand Prix                     | Moscou    | [ 67 ]                             |
| 15 a 16 de março    | Kyiv Grand Prix                        | Kiev      | [ 68 ]                             |
| 14 a 15 de junho    | Holon Grand Prix                       | Holon     | [ 69 ]                             |
| 27 a 29 de junho    | Grand Prix Berlin Masters              | Berlin    | [ 70 ]                             |
| 16 a 17 de agosto   | Grand Prix for groups                  | Sófia     | [ 71 ]                             |
| 30 a 31 de agosto   | Deventer Grand Prix                    | Deventer  | [ 72 ]                             |
| 6 a 7 de setembro   | Grand Prix Sofia                       | Sófia     | [ 73 ] [ 74 ] [ 75 ] [ 76 ] [ 77 ] |
| 17 a 19 de outubro  | Minsk Grand Prix                       | Minsk     | [ 78 ]                             |
| 22 a 23 de novembro | Grand Prix Final: Grand Prix Innsbruck | Innsbruck | [ 79 ]                             |

### Medalhistas

#### Individual geral
| Competições | Ouro            | Prata             | Bronze          |
| ----------- | --------------- | ----------------- | --------------- |
| Moscou      | Vera Sessina    | Zarina Gizikova   | Anna Bessonova  |
| Kiev        | Anna Bessonova  | Tamara Yerofeeva  | Natalia Godunko |
| Holon       | Vera Sessina    | Anna Bessonova    | Olga Kapranova  |
| Berlin      | Alina Kabaeva   | Anna Bessonova    | Inna Zhukova    |
| Deventer    | Alina Kabaeva   | Anna Bessonova    | Zarina Gizikova |
| Sófia       | Simona Peycheva | Anna Bessonova    | Vera Sessina    |
| Minsk       | Inna Zhukova    | Svetlana Rudalova | Vera Sessina    |
| Innsbruck   | Anna Bessonova  | Vera Sessina      | Natalia Godunko |

#### Arco
| Competições | Ouro              | Prata              | Bronze          |
| ----------- | ----------------- | ------------------ | --------------- |
| Moscou      | Anna Bessonova    | Vera Sessina       | Zarina Gizikova |
| Kiev        | Anna Bessonova    | Tamara Yerofeeva   | Inna Zhukova    |
| Holon       | Vera Sessina      | Anna Bessonova     | Zarina Gizikova |
| Berlin      | Anna Bessonova    | Tamara Yerofeeva   | Alina Kabaeva   |
| Deventer    | Alina Kabaeva     | Anna Bessonova     | Zarina Gizikova |
| Sófia       | Anna Bessonova    | Elizabeth Paisieva | Simona Peycheva |
| Minsk       | Svetlana Rudalova | Vera Sessina       | Inna Zhukova    |
| Innsbruck   | Anna Bessonova    | Vera Sessina       | Zarina Gizikova |

#### Bola
| Competições | Ouro            | Prata           | Bronze             |
| ----------- | --------------- | --------------- | ------------------ |
| Moscou      | Anna Bessonova  | Zarina Gizikova | Elizabeth Paisieva |
| Kiev        | Anna Bessonova  | Vera Sessina    | Simona Peycheva    |
| Holon       | Anna Bessonova  | Natalia Godunko | Svetlana Rudalova  |
| Berlin      | Simona Peycheva | Alina Kabaeva   | Anna Bessonova     |
| Deventer    | Alina Kabaeva   | Anna Bessonova  | Inna Zhukova       |
| Sófia       | Anna Bessonova  | Zarina Gizikova | Elizabeth Paisieva |
| Minsk       | Olga Kapranova  | Vera Sessina    | Inna Zhukova       |
| Innsbruck   | Vera Sessina    | Anna Bessonova  | Inna Zhukova       |

#### Maças
| Competições | Ouro             | Prata             | Bronze            |
| ----------- | ---------------- | ----------------- | ----------------- |
| Moscou      | Vera Sessina     | Simona Peycheva   | Anna Bessonova    |
| Kiev        | Tamara Yerofeeva | Anna Bessonova    | Simona Peycheva   |
| Holon       | Vera Sessina     | Anna Bessonova    | Svetlana Rudalova |
| Berlin      | Anna Bessonova   | Alina Kabaeva     | Tamara Yerofeeva  |
| Deventer    | Alina Kabaeva    | Anna Bessonova    | Svetlana Rudalova |
| Sófia       | Anna Bessonova   | Tamara Yerofeeva  | Zarina Gizikova   |
| Minsk       | Inna Zhukova     | Svetlana Rudalova | Vera Sessina      |
| Innsbruck   | Vera Sessina     | Anna Bessonova    | Natalia Godunko   |

#### Fita
| Competições | Ouro             | Prata              | Bronze            |
| ----------- | ---------------- | ------------------ | ----------------- |
| Moscou      | Vera Sessina     | Zarina Gizikova    | Simona Peycheva   |
| Kiev        | Anna Bessonova   | Vera Sessina       | Simona Peycheva   |
| Holon       | Tamara Yerofeeva | Natalia Godunko    | Vera Sessina      |
| Berlin      | Alina Kabaeva    | Vera Sessina       | Natalia Godunko   |
| Deventer    | Anna Bessonova   | Vera Sessina       | Alina Kabaeva     |
| Sófia       | Vera Sessina     | Elizabeth Paisieva | Simona Peycheva   |
| Minsk       | Vera Sessina     | Inna Zhukova       | Svetlana Rudalova |
| Innsbruck   | Anna Bessonova   | Natalia Godunko    | Vera Sessina      |